# Humberto Mariles Cortés
Humberto Mariles Cortés (* 13. Juni 1913 in Parral; † 6./7. Dezember 1972 in Paris) war ein Oberst der mexikanischen Armee und erfolgreicher Spring- und Vielseitigkeitsreiter. Er gewann bei den Olympischen Spielen 1948 in London jeweils die Mannschafts- und Einzel-Goldmedaillen im Springreiten sowie die Bronzemedaille mit der Mannschaft in der Vielseitigkeit.

## Erfolge
- Olympische Sommerspiele 1948 in London
  - Springreiten: Goldmedaille Mannschaft, Goldmedaille Einzel auf Arete
  - Vielseitigkeit: Bronzemedaille Mannschaft auf Parral

## Straftaten
- Am 14. August 1964 erschoss Mariles Cortés einen Mann aus seinem Auto heraus an der Kreuzung, weil dieser ihn zuvor von der Straße abgedrängt hatte.
- Im November 1972 wurde Mariles Cortés in Paris aufgrund von Heroinschmuggel mit 7 weiteren Personen verhaftet.[1] Er starb wenige Tage nach der Verhaftung in einem Gefängnis in Paris.